# Copablepharon
Copablepharon is een geslacht van vlinders van de familie Uilen (Noctuidae), uit de onderfamilie Noctuinae.

## Soorten
- C. absidum Harvey, 1875
- C. albisericea Blanchard, 1976
- C. album Harvey, 1876
- C. canariana McDunnough, 1932
- C. contrasta McDunnough, 1932
- C. fuscum Troubridge & Crabo, 1995
- C. gillaspyi Blanchard, 1976
- C. grandis Strecker, 1875
- C. hopfingeri Franclemont, 1954
- C. longipennis Grote, 1882
- C. sanctaemonicae Dyar, 1904
- C. serrata McDunnough, 1932
- C. serraticornis Blanchard, 1976
- C. viridisparsa Dod, 1916